# آری دن هارتوخ
آری دن هارتوخ (هلندی: Arie den Hartog؛ زادهٔ ۲۳ آوریل ۱۹۴۱) دوچرخه‌سوار اهل هلند است.
از باشگاه‌هایی که در آن رکاب زده‌است می‌توان به تیم دوچرخه‌سواری سن-رافائل و تیم دوچرخه‌سواری بیک اشاره کرد.
وی در مسابقات کشوری و بین‌المللی در مجموع برندهٔ ۱ مدال برنز شده‌است.